# 이준석
이준석(李俊錫, 1985년 3월 31일~)은 대한민국의 기업인, 정치인이다. 국민의힘 초대 당대표를 지냈으며, 탈당 후에는 개혁신당을 창당했다. 2024년 제22대 총선에서 경기 화성시 을 지역구에 출마하여 당선되었다. 제21대 대통령 선거에서 개혁신당의 대통령 후보로 출마했지만 8.34%의 득표율을 기록하며 낙선하였다. 2025년 7월 27일 개혁신당 전당대회에서 제3대 개혁신당 대표로 선출되었다.

## 생애

### 어린 시절
이준석은 1985년 3월 31일 서울특별시 성동구 사근동의 한양대학교병원에서 태어났다. 서울과학고등학교에 입학하여 1년 조기 졸업하였으며 2003년 3월 카이스트 수리과학과에 입학하였으나 입학 후 자퇴하였다. 이후 하버드 대학교에 입학하여 4년 후 2007년 6월 30일 컴퓨터과학 및 경제학 학사를 전공했다.

### 근무 경력
2007년 하버드 대학교를 졸업하고 군 복무를 위하여 귀국하여 2007년 11월부터 2010년 9월까지 산업기능요원으로 대체 복무했다. 이미지 브라우저 개발업체 '이노티브'에서 산업기능요원으로 복무하였다.
2007년 '배움을 나누는 사람들'을 만들어 대표 교사를 하였다. 이때 임태희 대통령실장과 이주호 교육과학기술부 장관 등이 봉사센터를 방문하고 이명박 대통령이 봉사 기금 기부자와 사회봉사자를 초청하여 청와대 오찬을 할 때 초대받은 사람들 대표로 발언을 하였다.
SW마에스트로 1단계를 마치고 창업 준비를 하다가 2011년 8월 5일에 중소기업청 청년 벤처기업 창업지원금을 받아 자격증 시험 문제를 제공하는 앱 '테스트바다' 등을 개발하는 벤처기업인 클라세스튜디오를 창업한지 3개월 만인 2011년 11월 '배움을 나누는 사람들'을 찾은 박근혜 한나라당 비상대책위원장과 2시간 동안 면담하고 12월 29일에 '하버드대학교를 졸업한 20대 벤처기업인'으로 소개되며 비상대책위원회 외부 영입위원에 지명되어 당 혁신 작업을 주도했다.

### 정당 경력
비상대책위원으로 지명되기 전 2010년부터 트위터를 통해 정치적 견해를 밝혀왔고 한나라당 박근혜 비상대책위(비대위) 체제에서 비상대책위원으로 지명된 이후 특유의 언변으로 주목을 받다가 2015년 김무성 당대표 등이 친박 주류와 갈등을 빚을 때 당내 활동을 중단한 채 거리를 두고 방송 출연 등으로 인지도를 높여 대통령 후보급이었던 안철수 지역구이자 자신의 출신지인 상계동에서 제20대 국회의원 선거에 출마했으나 낙선했다.
박근혜 대통령 탄핵정국에서 새누리당을 탈당하여 바른정당을 창당한 뒤 바른미래당, 새로운보수당으로 정치적 이합집산이 계속되었고 이 과정에 2018년 재보궐선거에도 출마했으나 낙선하였으며 제21대 국회의원 선거를 앞두고 보수 통합을 명분으로 자유한국당 등과 합당한 미래통합당 청년 몫 최고위원에 지명되었다.
이준석은 2019년 펴낸 대담집 《공정한 경쟁》에서 "모두가 자유로운 세상은 정글"이라고 비판하면서 "강자가 다 먹는 약육강식 정글의 법칙을 자연의 섭리라고 보는 미국식 자유의 가치를 우리는 사회 전반에 받아들이는 것은 신중해야 한다. 그 이점만을 받아들여야 한다." 면서 조심히 선진국으로 가는 길을 제시하였다.
21대 총선에서 노원구 병에 3번째 입후보하여 본 투표에서 승리했음에도 역대 최고 투표율을 기록한 사전투표에서 패배하여 낙선하고 '사전투표 조작설' 등을 주장하는 사람들을 비판하면서 보수 쇄신을 주장하였다. 천안함 재단에 100만 원 후원을 조건으로 성사된 유튜브 채널 '펜앤드마이크' 토론에도 불구하고 조작 논란이 계속되자 4월 28일 "재검표해서 조작이 없으면 유튜버 채널을 저한테 다 인수인계하도록 하고 조작이 있으면 내가 정계은퇴하겠다"고 밝혔다.
잇따른 선거에서 패배하였음에도 예능, 시사를 가리지 않고 10년동안 방송인으로서 살면서 대중적 인지도를 갖췄으며 2021년 당원 투표 70%와 일반시민 여론조사 30%를 합산해 정당 대표를 선출하는 국민의힘 전당대회를 앞두고 대표 선출을 위한 경선에 나서 초등 및 중등 학생들의 교육정책 강화, 후보 공천 자격시험 도입과 여성 할당제 폐지 등 2030 세대를 겨냥한 공정 경쟁을 강조하였다. 계파 줄세우기나 금품 선거를 지양하고 전당대회 선거운동에서 정치모금법상 후원 한도금을 다 채웠다. 그러나 모금한 후원금을 최대한 아껴 매머드급 캠프와 홍보 문자메시지 발송하고, 지원 차량을 없앤 '3무(無) 선거운동'으로 최소한의 비용을 들여 당직자 선발 토론 배틀에 쓰겠다"고 하였다.

### 국민의힘 당대표
선거운동을 한 결과 당원투표에서 나경원 후보에게 패했지만 국민 여론조사에서 앞서 당원투표와 여론조사를 합산한 득표 비율 43.82%(9만 3392표)을 기록해 37.1%(7만9151표)를 얻은 나경원 후보를 제치고 거대 정당 사상 최초로 30대 정당 대표로 국민의힘 초대 대표에 선출되어 세대교체 바람을 일으키면서 소속된 국민의힘 지지율 상승을 견인하고 있는데 2018년에 자신이 "대표가 되면 지지율이 쭉쭉 올라갈 것이다"라고 말한 것이 화제가 되기도 했다. 많은 언론사가 "이준석 돌풍"을 언급하며 그 원인으로 페미니즘에 대한 백래시를 정치적 자원으로 동원해 지지세를 규합하는 안티페미니즘이나 '이대남'의 결속으로 파악했지만 이준석 현상을 분석하고자 고려대 불평등과 민주주의 연구센터와 한국리서치가 공동 조사한 결과 이준석 대표 당선에 대해 긍정적으로 평가한 응답자는 60대가 68%로 가장 많았고, 20대는 43%로 가장 낮은 비율을 보였으며 연령이 높아질수록 이준석 대표에 대한 긍정 평가 비율은 더 높아졌다. 이와 관련하여 MBC의 시사교양 PD는 “이준석은 지난 10년간 정당인이자 방송인이었다. 순발력이 뛰어나 상대방이 무슨 말을 할지 아는 모습이었다. 누군가 문제를 지적하면 반박하지 않고 프레임을 바꿔버리는 식으로 자기 프레임을 가져가는데 탁월했다”면서 “이준석은 방송을 정치 활동의 하나로 보고 선전의 장으로 활용해 성공한 것”이라고 평가하였고 KBS의 한 시사교양 PD는 “다른 사람들은 몸을 사리거나 대답을 회피할 때 이준석은 말이 안 되는 주장이더라도 회피하지 않는다. 무엇보다 말을 잘한다. ‘온-에어’만 되면 날아다녔다”고 평가하면서도 "오늘 당 대표 연설을 보고 안 어울리는 옷을 입은 것처럼 느껴졌다."며 "방송인 이준석과 정당 대표 이준석은 다를 것”이라고 전했다. 방송 출연에 대해 이준석은 "시사방송 출연자를 보수·진보로 구분하지 않고 리더·팔로어로 구분한다"면서 “리더가 되고 싶은 사람은 새로운 생각을 여론에 전달하고, 팔로어는 여론에 맞춰 전달한다. 나는 맥없이 출연료 몇 푼 받으려고 팔로어하는 사람들과는 방송 같이 안 한다”면서 방송에 비친 자신에 대해 “누군가를 맹목적으로 옹호하거나, 감싸는 모습만으로 비춰지지 않기를 바랐다”고 밝혔다.
이준석은 대표에 선출된 이후 경선에 지하철역에서 내려 2분 거리를 자전거를 타는 등 기존에 정치인들의 귀족적인 이미지를 없애는데 이미지 변화를 주도하기도 했으나 오랫동안 이준석과 논쟁을 하던 진중권은 자신이 아는 이준석은 원래 그런 모습이라면서 억지 프레임을 씌우는 민주당을 비판했다. 한편 대표 취임 이후 수석대변인에 임명된 황보승희 의원이 그동안 비판해온 페미니즘 성향을 지닌 것이 아닌가라는 논쟁이 있었으며, 당 사무총장에 과거 막말 논란을 부른 한기호 의원을 임명하여 논란이 있기도 했다. 취임 이후 서바이벌 형식으로 진행되는 당 대변인 임명 프로그램인 나는 국대다의 심사위원을 맡았다.

### 2022년 대선, 지선 승리
문재인 정부에서 검찰총장을 지낸 윤석열 후보에게 국민의힘 입당을 재촉한 이준석은 윤석열 후보가 대통령 선거 출마 선언을 본 직후 "누구를 위해 정치를 하는지가 담겨 있고 젊은 세대가 배척하는 애매모호한 화법이 아니라 직설적이고 구체적인 화법이 인상적”이라며 “정권 교체를 바라는 다수 국민과 생각이 크게 다르지 않다는 것을 확인했다"고 했다. 그리고 윤석열 후보는 7월 30일 국민의힘에 입당했다.
윤석열의 합류로 윤석열, 홍준표, 유승민, 원희룡으로 이어지는 경선 대진이 완성되었고, 이는 국민의 힘 대선 경선의 흥행을 극대화시켰다. 결국 윤석열이 대선후보로 확정된 시점에서 컨벤션 효과를 톡톡히 누리게 되었다. 11월 초순 기준으로 윤석열이 이재명에 10% 이상 앞서게 되었다. 이준석은 대선 캠페인 동안 'AI윤석열 답변, 59초 공약 쇼츠, 페이스북 단문 공약, 윤석열차, 호남지역에 보내는 손편지' 등의 창의적인 아이디어로 상대진영을 앞도했다. 또, 이준석의 절대적 지지층인 2030 남성들의 온라인 선거전 또한 국민의 힘과 보수 진영에 큰 힘이 되었다.
결과적으로 국민의 힘은 이준석 당대표 취임 이후, 2022년 대선과 지방선거 등 대형선거에서 승리함으로써 탄핵 이후, 최전성기를 구가하게 되었다. 대선기간 중이었던 22년 1월 초, 윤석열 국민의 힘 후보의 지지율이 이재명 더불어민주당 후보에 비해 13.1%까지 뒤쳐지는 조사까지 나왔으나, 김종인 총괄선대위원장의 전격적인 선대위 해체와 직후 이루어진 이준석 대표 선대위 재합류를 통해 지지율 반전과 역전을 이뤄낼 수 있었다.
22년 2월에 이르러서는 윤석열 후보의 지지율 정체와 이재명 후보의 추격으로 위기감이 고조되었다. 그러나 대선 직전, 윤석열 후보와 안철수 후보가 단일화를 이뤄냄으로써 끝까지 우위를 지켜냈다. 22년 3월 9일 대선 출구조사 발표에서는 초박빙의 결과가 발표되었으나, 자정 쯤에 윤석열의 득표가 이재명의 득표를 앞서기 시작하여, 최종 0.73%차로 승리했다. 역대 최소 표차였으나, 국민의 힘 윤석열 후보가 얻은 득표 수는 대한민국 역대 대통령들이 얻은 표 중 최다 득표였다. 이준석은 2030 남성들의 압도적인 지지를 윤석열 후보에게 더해줌으로써 5년 만에 정권교체를 이루어냈다. 그리고 최연소 집권여당의 대표가 되는 영광도 함께 얻게 되었다.
이준석의 2030과 6070을 이용한 세대포위전략에 대해 의문을 품거나 비난하는 사람들도 상당수이나, 결과만 놓고보면 세대포위전략은 국민의힘에 엄청난 성공을 가져다주었다. 이준석은 정권교체의 여세를 몰아 대선 3개월 뒤에 실시된 지방선거에서도 12:5의 압승을 거두었다. 4년 전 지방선거의 역대급 대패와 반대되는 역대급 대승의 결과를 얻었다.

### 제22대 국회의원
2023년 12월 27일 국민의힘을 탈당해 개혁신당을 창당했다. 2024년 1월 20일 개혁신당의 창당대회에서 당대표로 선출되었으며, 3월 4일 제22대 국회의원 선거에서 동탄2신도시 지역인 화성시 을 지역구 출마를 선언하였고, 4월 10일 선거 결과 화성시 을에서 42.41%의 득표를 얻어 국회의원에 당선되었다. 제22대 국회의원이 됐다.

### 제21대 대한민국 대통령 선거
2025년 2월 2일, 서울 마포구 홍대에서 대권도전을 선언했다. 2025년 3월 18일, 개혁신당 제21대 대통령 후보 경선에 단독 출마해서 찬성 92.81%, 반대 7.19%로 제21대 대통령 선거 대선후보로 선출되었다. 2025년 4월 8일 중앙선거관리위원회에 제21대 대통령 선거 후보 등록을 마쳤다. 이후 대구에서 첫 공식적인 유세를 시작했다.
2025년 4월 8일, 중앙선거관리위원회에 제21대 대통령 선거 후보 등록을 마쳤으며, 5월 11일 선관위가 발표한 최종 후보자 명단에서 개혁신당 후보로 기호 4번을 배정받았다. 이번 대선에는 총 7명의 후보가 출마했으며, 기호 1번은 이재명, 2번은 김문수, 4번은 이준석이다. 기호 3번은 결번이 되었다.
이준석은 2025년 2월 2일 서울 홍대 버스킹 거리에서 대권 도전을 공식 선언하며, "좌도 우도 아닌 앞으로 갑시다"라는 메시지로 진영 논리를 넘어서겠다고 밝혔다. 윤석열 대통령과 이재명 더불어민주당 대표 모두를 비판하며, 기존 정치에 대한 변화와 개혁을 강조했다.
후보 등록 현장에서는 "계엄으로 국민들을 위협에 빠뜨렸던 세력도 심판받아야 한다"며, 이번 대선이 기득권 정치 세력에 대한 심판임을 강조했다.
이준석 후보는 보수진영의 후보 단일화에 선을 그으며, 독자 노선을 고수하고 있다. 김문수 후보와의 단일화는 표의 화학적 결합이 불가능하다고 판단하고 있으며, 지지율이 15%를 넘기면 1대1 구도가 형성될 수 있다고 전망한다. 캠프는 과학기술, 방위산업 등에서 차별화된 공약을 강조하고 있다.
2025년 5월 13일 대구 2.28기념중앙공원에서 집중 유세를 열고, 보수의 세대교체와 지역 청년 일자리 문제를 강조했다. 대구·경북 지역에서 김문수 후보에 대한 표가 자신에게 결집하면 이재명 후보와의 본격적인 대결 구도가 가능하다고 주장했다. 제21대 대통령 선거에서 개혁신당의 대통령 후보로 출마했지만 8.34%의 득표율을 기록하며 낙선하였다. 
2025년 7월 27일 개혁신당 전당대회에서 제3대 개혁신당 대표로 선출되었다. 

## 학력
- 1998년: 서울온곡초등학교 졸업
- 2001년: 월촌중학교 졸업
- 2003년: 서울과학고등학교 졸업
- 2003년: 한국과학기술원 중퇴
- 2007년: 하버드 대학교 컴퓨터과학, 경제학[A]

## 경력
- 2007년 11월 29일~2009년 11월 16일: 이노티브 산업기능요원(병역특례)
- 2009년 11월 19일~2010년 9월 28일: 이노티브 잉크 코리아(자회사) 산업기능요원(병역특례)
- 2008년 1월~: 배움을 나누는 사람들 대표 교사
- 2011년 8월~2012년: 클라세스튜디오 대표
- 2011년 12월~2012년 2월: 한나라당 비상대책위원
- 2012년 2월~2012년 5월: 새누리당 비상대책위원
- 2014년 7월: 새누리당 혁신위원회 위원장
- 2016년 5월~2016년 12월: 새누리당 서울특별시당 노원구 병 당원협의회 위원장
- 2017년 1월~2018년 2월: 바른정당 서울특별시당 노원구 병 당원협의회 위원장
- 2017년 11월: 한국독립야구연맹 초대 총재
- 2018년 2월~2019년 12월: 바른미래당 서울특별시당 노원구 병 지역위원회 공동위원장
- 2018년 9월~2019년 10월: 바른미래당 최고위원[30]
- 2019년 12월~2020년 1월: 새로운보수당 창당준비위원회 수석부위원장
- 2019년 12월~2020년 2월: 새로운보수당 젊은정당비전위원회 위원장
- 2020년 2월~2020년 5월: 미래통합당 최고위원
- 2020년 5월~2020년 9월: 미래통합당 서울특별시당 노원구 병 당원협의회 위원장
- 2020년 9월~2023년 12월: 국민의힘 서울특별시당 노원구 병 당원협의회 위원장
- 2021년 3월~2021년 4월 7일: 2021년 재보궐선거 국민의힘 서울특별시장 보궐선거 선거대책위원회 뉴미디어본부장
- 2021년 6월~2022년 8월: 국민의힘 초대 당대표
- 2021년 6월~2022년 7월: 여의도연구원 이사장
- 2021년 11월~2021년 12월: 제20대 대통령 선거 국민의힘 윤석열 대통령 후보 중앙선거대책위원회 선거대책위원장단 공동상임선대위원장 겸 홍보미디어총괄본부장
- 2022년 2월~2022년 3월: 제20대 대통령 선거 국민의힘 윤석열 대통령 후보 선거대책본부 유세본부 보라! 국민의힘 유세단 단원
- 2022년 5월~2022년 6월: 제8회 전국동시지방선거 국민의힘 시민이 힘나는 선거대책위원회 상임선거대책위원장
- 2023년 12월 27일~2024년 1월 20일: 개혁신당 정강정책위원장
- 2024년 1월 20일~2024년 5월 19일: 개혁신당 당대표
- 2024년 1월 1일~2024년 5월 19일: 개혁신당 인재영입위원장
- 2024년 1월 20일~2024년 5월 19일: HK정책연구원 이사장
- 2024년 4월 10일: 대한민국 제22대 국회의원 선거 당선(경기 화성시 을, 개혁신당, 초선)[1][2]
- 2024년 5월~: 개혁신당 경기도당 화성시 을 조직위원회 위원장
- 2024년 5월~2025년 8월: 개혁연구원 원장
- 2025년 5월 10일~2025년 6월 3일 : 개혁신당 제21대 대통령 선거 후보
- 2025년 7월~: 개혁신당 당대표
- 2025년 7월~: 개혁연구원 이사장

## 의정 활동
- 2024년 5월 30일~: 제22대 국회의원(경기 화성시 을, 개혁신당, 초선)
  - 2024년 5월~: 제22대 국회 전반기 과학기술정보방송통신위원회 위원
  - 2024년 5월~2024년 10월: 제22대 국회 전반기 예산결산특별위원회 위원

## 소속 정당
| 소속 정당 | 소속 정당    | 소속 기간 | 비고      |
| --------- | ------------ | --------- | --------- |
|           | 한나라당     | 2011~2012 | 정계 입문 |
|           | 새누리당     | 2012~2016 | 당명 변경 |
|           | 무소속       | 2016~2017 | 탈당      |
|           | 바른정당     | 2017~2018 | 창당      |
|           | 바른미래당   | 2018~2020 | 합당      |
|           | 무소속       | 2020      | 탈당      |
|           | 새로운보수당 | 2020      | 창당      |
|           | 미래통합당   | 2020      | 합당      |
|           | 국민의힘     | 2020~2023 | 당명 변경 |
|           | 무소속       | 2023~2024 | 탈당      |
|           | 개혁신당     | 2024~     | 창당      |

## 역대 선거 결과
|  | 31.32% |

|  | 27.23% |

|  | 44.36% |

|  | 42.41% |

|  | 8.34% |

## 저술 활동
- 2012년 4월 수필 《어린 놈이 정치를 - 이준석이 말하는Issue25》 - 중앙M&B (ISBN 9788964561683)
- 2012년 8월 《거침없이 배우는 LINQ》 - 지앤선, 번역
- 2018년 3월 대담집 《그 의견에는 동의합니다: 보수와 진보의 새로운 아이콘, 좌우의 간극과 그 접점을 이야기하다》- 21세기북스, 손아람과 대담한 것을 강희진 엮음
- 2019년 6월 대담집 《공정한 경쟁 - 대한민국 보수의 가치와 미래를 묻다》 - 나무옆의자, 강희진 엮음(ISBN 9791161570617)
- 2023년 3월 《이준석의 거부할 수 없는 미래》 - 21세기북스 (ISBN 978-89-509-5379-9)

## 방송 출연
- 2012년: tvN 《대학토론배틀 3》 심사위원
- 2012년 6월: tvN《스타 특강쇼》
- 2013년: tvN 《더 지니어스: 게임의 법칙》
- 2013년: tvN 《SNL 코리아》 13회 스페셜 게스트
- 2014년: 채널A 《신문이야기 돌직구 쇼》 패널
- 2014년: TV조선 《강적들》 패널
- 2015년: JTBC 《학교 다녀오겠습니다》
- 2015년: tvN 《더 지니어스: 그랜드 파이널》
- 2015년: JTBC 《썰전》 패널
- 2017년: tvN 《소사이어티 게임 시즌 2》
- 2017년: 채널A 《풍문으로 들었쇼》 패널
- 2018년: tvN 《토론대첩_도장깨기》
- 2018년: KBS1 《오늘밤 김제동》 ‘이준석×신지예의 잘(못)된 만남’ 패널
- 2018년~: KBS1《사사건건》
- 2019년: 《맥심》 표지모델
- 2019년: GMC 2019 그랜드마스터클래스 2019
- 2020년 6월 4일~2020년 8월 6일: 《이철희의 타짜》
- 2020년 5월 16일~: MBC 《정치인싸》
- 2021년: KBS1 《더 라이브》
- 2021년: JTBC 《썰전 라이브》
- 2021년: KBS 《오태훈의 시사본부》

## 논란 및 의혹

### 부친의 농지법 위반 사건(무혐의)
이준석의 부친이 제주도에 17년간 2,023m² (약 612평) 규모의 농지를 보유한 채 실제로는 농사를 전혀 짓지 않은 사실이 드러나면서 농지법 위반 의혹이 제기됐다. 이후 서귀포시가 청문 절차를 진행한 결과, 농지법 위반이 확인되어 농지 처분 명령을 내렸다.
이준석의 부친은 2004년 1월 해당 농지를 매입했다. 이 씨가 직접 진술한 말에 따르면 "제주서 온천 사업을 하던 고교 동창의 추천으로 해당 농지를 1억 6,000만원에 구매했고, 은퇴 후 전원주택을 지을 목적으로 그동안 보유하고 있었다"고 말했다. 그런데 밭이 있는 서귀포 일대는 그로부터 3개월 뒤인 2004년 4월 온천보호지구로 지정, 이 씨의 땅은 온천으로부터 반경 600m 이내에 있었던 것이다. 인근 토지를 전문적으로 취급하는 한 업계 관계자는 "투기 목적을 가지고 있었더라면 그 시기에 제주에서도 변두리에 불과한 해당 토지를 사들였을 것으로 보이진 않는다"며 "그 가격으로 제주시 지역 토지를 매입했으면 많은 차익을 봤을 것이다"고 말했다. 그리고 한 사계리 주민은 "이 씨가 땅을 매입한 시절, 당시 이 근처 주민들은 시세보다 높은 값을 쳐준다는 말에 외지인에게 땅을 많이 넘겼다"며 "근처 땅들의 소유자들의 90% 이상은 외지인으로 봐도 무방하다"고 말했다. 한편 SBS 취재진이 철수한 다음 날, 방치돼 있던 해당 농지의 잡목과 돌을 제거하고 땅을 평탄화하는 중장비 작업이 시작됐고, 이 씨는 지난 주에 해당 농지를 7억 3000만 원에 매물로 내놨음이 밝혀졌다.

### 증거인멸교사 의혹(무혐의)
제8회 지방선거 승리 이후, 강성보수 일각에서 제기하던 성접대 관련 의혹이 구체적으로 수면 위에 떠오르게 되었다. 이준석은 강용석의 가로세로연구소에서 2021년 12월말에 2013년 여름부터 이준석이 대전광역시의 룸살롱에서 성접대를 받았다는 의혹을 제기하면서 갈등을 빚었다.
2022년 3월 말 가로세로연구소는 당대표 정무실장인 김철근이 이준석 지시로 성접대 의혹 인멸을 위해 7억원 투자유치각서를 써줬다고 주장하였다. 김철근은 피부과의사가 운영하는 피부과에 투자약정서를 쓴 사실을 인정했으나 해당 의혹 관련성은 부인했다. 강용석은 서울시당에서 복당이 승인되었으나 이준석의 반발로 최고위원회에서 복당이 거부되어 경기도지사 선거에 독자 출마했다. 이후 이준석 측이 현찰 7억원을 준 사실은 확인되었으며, 이에 따라 국민의힘에서는 ‘품위유지위반’으로 이준석 징계를 위한 윤리위원회가 열렸다.
2022년 7월 7일 밤 시작된 징계 회의에서 7월 8일 새벽 국민의힘 윤리위원회는 성상납 여부에 대한 판단 없이 이준석이 각서 작성에 관여한 것으로 보인다며 증거인멸교사 혐의로 이준석에 대해 당원권 6개월 정지, 김철근은 증거인멸 혐의로 당원권 2년 정지의 징계를 의결했다.

## 같이 보기
- 화성시 을
- 화성시의 국회의원